# Gerdes
Gerdes (auch Geerdes) ist ein Familienname ostfriesischen Ursprungs.

## Ursprung
Gerdes ist eine patronymische Namensbildung von „Gerd“, einer Kurzform von „Gerhard“. Mit über 12.000 Namensträgern gehört er zu den häufigen Familiennamen in Deutschland. Wie die anderen patronymischen Bildungen verfestigte sich das Patronym erst im 19. Jahrhundert nach zähem Widerstand der Ostfriesen gegen die Einführung der Familiennamen.

## Namensträger
- Alfred Gerdes (auch Fredy Gerdes; 1916–2006), deutscher Feldhockeyspieler
- Antje Gerdes (1885–1954), deutsche Chiropraktikerin
- Bernd Gerdes (* 1989), deutscher Fußballspieler
- Beth Gerdes (* 1980), US-amerikanische Triathletin, siehe Beth McKenzie
- Christoph Gerdes (1590–1661), deutscher Politiker, Bürgermeister von Lübeck
- Daniel Gerdes (1698–1765), deutscher reformierter Theologe
- Dieter Gerdes (Politiker) (1942–2023), deutscher Politiker (CDU), MdBB
- Dieter Gerdes (Koch), deutscher Koch
- Eckhard Gerdes, US-amerikanischer Autor
- Emily Gerdes, US-amerikanische Schauspielerin
- Federico Gerdes (1873–1953), peruanischer Komponist, Dirigent und Pianist
- Friedrich Gerdes (Leichtathlet) (1910–1960), deutscher Speerwerfer
- Friedrich Gerdes (Rechtswissenschaftler) (1634–1695), deutscher Rechtswissenschaftler
- George Gerdes(1948–2021), US-amerikanischer Schauspieler
- Georg Gustav Gerdes (1709–1758), deutscher Jurist und Historiker
- Gerd Ekken Gerdes (* 1956), deutscher Musiker und Fernsehschauspieler
- Gerd Gerdes (1922–2014), deutscher Agrarwissenschaftler und Heimatforscher
- Gerhard Gerdes (1861–1941), deutscher Admiral der Kaiserlichen Marine
- Hans Peter Geerdes (* 1964), deutscher Musiker, siehe H. P. Baxxter
- Hayo Gerdes (1928–1981), deutscher Theologe und Hochschullehrer
- Heinrich Gerdes (1856–1932), deutscher Gastechniker
- Heinrich Walther Gerdes (1690–1742), deutscher Theologe und Bibliothekar
- Henning Gerdes (1591–1663), deutscher Jurist und Bürgermeister von Greifswald
- Henning Christoph Gerdes (1665–1723), deutscher Jurist und Hochschullehrer
- Herbert Gerdes (1884–1957), deutscher Theaterschauspieler und Filmregisseur
- Hermann Gerdes (1867–1957), Landrat in Waldbröl
- Hinrich Gerdes (1847–1921), deutscher liberaler Politiker
- Indra Gerdes (* 1975), deutsche Moderatorin
- Jan Gerdes (* 1964), deutscher Pianist
- Joachim Rudolph Gerdes (um 1775–1857), deutscher Verwaltungsbeamter
- Johann Gerdes (Mediziner) (um 1656–1700), deutscher Mediziner
- Johann Gerdes (Politiker) (1896–1933), deutscher Politiker (KPD)
- Johannes Gerdes (Pastor) (auch Johann Gerdes; 1624–1673), deutscher Theologe
- Johannes Gerdes (Biologe), deutscher Biologe und Onkologe
- Joseph Gerdes (1884–1959), deutscher Landrat des Kreises Warendorf
- Jürgen Gerdes (* 1964), deutscher Manager
- Ludger Gerdes (1954–2008), deutscher Bildender Künstler
- Ludwig Gerdes (1928–2017), deutscher Fußballspieler
- Michael Gerdes (* 1960), deutscher Politiker (SPD)
- Michael H. Gerdes (* 1957), deutscher Maler, Grafiker und Kunstpädagoge
- Nicole Gerdes (* 1976), deutsche Turnerin
- Otto Gerdes (1920–1989), deutscher Dirigent und Musikproduzent
- Paulus Gerdes (1952–2014), niederländischer Mathematiker
- Peter Gerdes (* 1955), deutscher Schriftsteller
- Philipp Balthasar Gerdes (1680–1736), deutscher Jurist
- Roswitha Gerdes (* 1961), deutsche Leichtathletin
- Rudolf Gerdes (1926–1977), deutscher Architekt
- Sacha van Beek-Gerdes (1921–2002), niederländische bildende Künstlerin
- Ubbo Gerdes (* 1943), deutscher Autor
- Werner Gerdes (* 1910), deutscher Lehrer und Musikautor